# エッソ・アトランティック
エッソ・アトランティック (Esso Atlantic) は、かつてエッソ・タンカーズ社が所有した原油タンカー。

## 概要
エッソ・アトランティック級2隻の1番船として、1977年8月11日日立造船有明工場で竣工。日本国内で建造された船舶では「シーワイズ・ジャイアント（現ノック・ネヴィス）」に次いで2番目の大きさを誇った。竣工後、ペルシャ湾～北ヨーロッパ間の原油輸送に従事したが、その後1990年に「Kapetan Giannis」と改名。2002年に解体された。

## 同型船
- 2番船　「エッソ・パシフィック（Esso Pacific）」

1977年11月29日竣工　516,424重量トン